# گمینا بیچ
گمینا بیچ (به لهستانی:  Gmina Biecz) یک گمینا در لهستان است که در شهرستان گورلیتسه واقع شده‌است. گمینا بیچ ۹۹٫۲۸ کیلومتر مربع مساحت و ۱۶٬۸۷۴ نفر جمعیت دارد.